# مستقبلات الأذية
مستقبلات الأذية أو مستقبلات الألم (بالإنجليزية: Nociceptor)‏ هي نوع من المستقبلات الموجودة في نهاية محور الأعصاب الحسية، والتي تستجيب للمؤثرات الضارة الفعلية أو المحتملة عن طريق إرسال إشارات الألم إلى الحبل الشوكي والدماغ. وتسمى هذه العملية بحس الألم.

## أنواعها ووظائفها
تلتقط النهايات المحيطية لمستقبلات الألم الناضجة المنبهات المؤلمة وتحولها لإشارات كهربائية. عندما تصل الإشارة الكهربائية إلى قيمة معينة، سيتولد جهد فعل ينتقل إلى الجهاز العصبي المركزي. يقود ما سبق إلى الأحداث التي تسمح بالإدراك الواعي للألم. تعتمد النوعية الحسية لمستقبلات الألم على عتبة التنبيه العالية لخصائص معينة تملكها المنبهات. تنشط مستقبلات الألم عند الوصول إلى تلك العتبة العالية في أوساط كيميائية أو حرارية أو ميكانيكية فقط. تصنف غالبية مستقبلات الألم بالاعتماد على الوسط البيئي الذي تستجيب له. تستجيب بعض مستقبلات الألم في أكثر من وسط، ولهذا تسمى متعددة الأوساط. لا تستجيب بعض مستقبلات الألم الأخرى في أي وسط (ولكنها قد تستجيب في حال وجود التهاب)، ويشار إليها بالمستقبلات النائمة أو الصامتة.
تملك مستقبلات الألم نوعين مختلفين من المحاور. تتكون محاور النوع الأول من الألياف Aδ، وهي محاور مغمدة بالميالين تنقل الإشارة للجهاز العصبي المركزي بسرعة 20 متر/ ثانية تقريبًا. تتكون محاور النوع الثاني من الألياف C، وهي محاور بطيئة تنقل الإشارة بسرعة 2 متر/ ثانية تقريبًا، لأنها خفيفة أو غير مغلفة بالميالين. نتيجةً لذلك، يحدث الألم على مرحلتين. تنتقل الإشارة في الأولى بواسطة الألياف Aδ السريعة، بينما تنتقل في الثانية بواسطة الألياف C (متعددة الأوساط). تسبب الإشارة المنقولة بالألياف Aδ ألم حاد للغاية في البداية، ثم ألم أقل حدة يستمر لفترة أطول نتيجة الأذية التي تلقاها الجسم. عند تعرض الألياف C لتنبيهات مكثفة أو مطولة، سيحدث تراكم تدريجي للإشارات في القرن الظهري للحبل الشوكي في ظاهرة مشابهة لكزاز العضلات، ولكنها تسمى هنا بظاهرة تعاظم الألم. قد تترافق الظاهرة بزيادة الحساسية للألم.

### المستقبلات الحرارية
تنشط مستقبلات الألم الحرارية عند التعرض لدرجات ضارة مختلفة من الحرارة أو البرودة. يوجد لمستقبلات الألم محولات محددة مسؤولة عما إذا كانت نهاية عصب ما تستجيب للمنبهات الحرارية أم لا، بالإضافة إلى تحديدها الطريقة التي تستجيب بها تلك النهاية. كانت المستقبلات TRPV1 أولى المستقبلات المكتشفة. تتحسس TRPV1 لعتبة ألم تتزامن مع درجة حرارة تبلغ 43 درجة مئوية. تتوسط درجات الحرارة الأخرى (بين الدافئ- الساخن) أكثر من قناة محتملة للمستقبلات العابرة. تمثل كل قناة من هذه القنوات مجموعة معينة من الألياف C، بشكل يتوافق مع درجات الحرارة الواقعة بين ما يعتبر دافئ وساخن. لغاية الآن، لم يعرف الباحثون العلاقة بين هذه القنوات أو طريقة تحديد الجسم للحرارة التي تتجاوز عتبة الألم. يدرك الجسم المنبهات الباردة عبر المستقبلات TRPM8. تختلف مجموعة الألياف C هنا عن القنوات المحتملة الحساسة للحرارة. تتحسس هذه المستقبلات للمنبهات الباردة، ولكن ما يزال دورها في الإحساس بالبرد الشديد غير معروف. ومن الأمور المثيرة للاهتمام حول المنبهات الباردة، هو استمرار الإحساس بالألم على الرغم من تدهور الإحساس باللمس والوظيفة الحركية.

### المستقبلات الميكانيكية
تستجيب مستقبلات الألم الميكانيكية للضغط الزائد أو التشوه الميكانيكي، كما تستجيب للشقوق الباضعة لسطح الجلد. يعالج قشر الدماغ الاستجابة على المنبه ليعطي الإحساس بالألم، تمامًا كما الاستجابتين الكيميائية والحرارية. تملك مستقبلات الألم الميكانيكية عادةً خصائص متعددة الأوساط. ولهذا، قد تكون بعض محولات الإشارة مشتركة بين المنبهات الحرارية والميكانيكية. ينطبق الأمر ذاته على المنبهات الكيميائية، إذ يبدو أن TRPA1 تستطيع استشعار التغيرات الميكانيكية والكيميائية. قد تؤدي بعض المنبهات الميكانيكية إلى إطلاق مواد كيميائية وسيطة، كالأدينوسين ثلاثي الفوسفات الذي تلتقطه مستقبلات P2 البيورينية، أو عامل نمو الأعصاب الذي تلتقطه مستقبلات التروبوميوسين كيناز أ.